# 井ノ口あさ子
井ノ口 あさ子（いのくち あさこ、1972年7月30日 - ）は、広島テレビ放送 (HTV) 企画開発部在籍の社員で、元アナウンサー。

## 経歴
詳細は基礎情報を参照。長野県飯田高等学校を経て文教大学卒業後、1995年HTVにアナウンサーとして入社。
2008年3月31日付でアナウンス部を“卒業”し、企画開発部に異動した。

## 過去の担当番組
- ズームイン!!朝!・ズームイン!!SUPER・ズームイン!!サタデー広島担当キャスター
- チャオ広テレ（番組宣伝番組；現在はもっときっと広テレ）
- 柏村武昭のテレビ宣言
- サンデーリポート広島
- YOUなび（全曜日担当）
- もっきんCafe（メインパーソナリティー）
- 天気のツボ
- NNNニュースD・ローカル枠
- ニュース
- ニュースアナウンス